# ハイン・S・ニョール
ハイン・ソムナン・ニョール（クメール語: ហាំង សំណាង ង៉ោ、中国名: 呉漢潤、1940年3月22日 - 1996年2月25日）は、カンボジア出身の産婦人科医、俳優、著述家である。
父は潮州系の客家であり、母はクメール人である。クメール・ルージュに捕えられ4年間収容所に収容された後、タイを経由してアメリカに難民として渡った。1984年の映画『キリング・フィールド』に出演し、1985年のアカデミー助演男優賞を受賞した。その後も俳優を続け、1993年の映画『マイ・ライフ』ではマイケル・キートン、ニコール・キッドマンと共演した。1996年、ロサンゼルスの自宅前で射殺された。

## 生涯
ニョールは1940年3月22日にフランス領インドシナ・カンボジアのタケオ州バティ県サムロンヨンで生まれ、外科医、婦人科医としての教育を受けて産婦人科医となった。1975年4月にポル・ポトのクメール・ルージュがカンボジアを支配して「民主カンプチア」の成立を宣言したときには、ニョールは首都プノンペンで開業していた。
クメール・ルージュ政権が知識人や専門家を次々に処刑していたことから、ニョールは医者であることや教育を受けたことを隠し、さらには眼鏡を外した。1975年5月、クメール・ルージュの「ゼロ年」の社会実験の一環で、ニョールとその妻のミーホイを含む200万人のプノンペンの住民が強制収容所に収容された。収容後にミーホイは出産し、胎児と共に死亡した。産婦人科医であるニョールが帝王切開をすれば少なくとも妻の命を救うことはできたが、クメール・ルージュの監視下で医師であることがばれれば殺される可能性が高かったため、それができなかった。収容所では、医師としての知識を生かして昆虫などを食べて生き延びた。1979年、クメール・ルージュとベトナム軍の戦線の間を移動してタイ国内の難民キャンプにたどり着き、ここで医師として働いた。その後、1980年8月30日に姪とともにアメリカに渡った。アメリカでは医師としての活動はせず、また、生涯再婚はしなかった。
1987年、クメール・ルージュ統治下のカンボジアでの生活を描いた"Haing Ngor: A Cambodian Odyssey"を執筆した。その後に執筆した"Survival in the Killing Fields"には、共著者のロジャー・ワーナーによるアカデミー賞受賞後のニョールの生活の様子が描かれたエピローグが追加されている。
ニョールは人道的支援として、カンボジアに小学校を建設し、仕事と収入を提供するために製材所を運営した。死後の1997年、カンボジアの支援のための資金調達を支援する「ハイン・S・ニョール博士財団」が設立され、ニョールと共に渡米した姪のソフィア・ニョール・デメトリが理事長を務めている。

## 俳優としてのキャリア
ニョールは演技の経験がないにもかかわらず、1984年の映画『キリング・フィールド』におけるカンボジア人ジャーナリストで難民となったディス・プランの役に抜擢され、1985年のアカデミー助演男優賞を受賞した。プロの俳優でない人物が演技部門でアカデミー賞を受賞したのはニョールとハロルド・ラッセルのみである。この他、ゴールデングローブ賞助演男優賞、英国アカデミー賞主演男優賞を受賞した。ニョールは当初映画出演に興味を持っていなかったが、映画製作者との対談を経て、カンボジアで何が起きたのかを世界に伝えると妻に約束したことを思い出し、考えを改めたという。『ピープル』誌のインタビューでニョールは、「カンボジアの飢餓の激しさ、共産主義体制下でどれだけの人が死んだかを世界に示したかった。私は満足した。私は完璧なことをした」と述べた。
ニョールはその後も、1987年のサモ・ハン監督・主演の香港映画『イースタン・コンドル（東方禿鷹）』、1993年のオリバー・ストーン監督作品『天と地』など様々な映画やドラマに出演した。
ニョールの『キリング・フィールド』に次ぐ代表作は、1993年のブルース・ジョエル・ルービンの監督デビュー作『マイ・ライフ』である。この作品でニョールは、マイケル・キートン演じる主人公に霊的治療を行う重要な役で出演した。

## 死去
1996年2月25日、ニョールはカリフォルニア州ロサンゼルスのチャイナタウンにある自宅の前で射殺された。多くのカンボジア人が、この殺害はニョールの財産を狙ったものだと主張し、ニョールが渡米した後に結婚していたと主張する女性も現れた。ニョールが保有していたカンボジアの財産の大半は弟のチャン・サルンに渡り、アメリカの財産は遺産請求に対する訴訟のために使われた。遺体はカリフォルニア州ウィッティアのローズヒルズ記念公園に埋葬された。
ニョールを殺害した容疑で起訴されたのは、ストリートギャング「オリエンタル・レイジー・ボーイズ」の3人のメンバーだった。彼らには、財布や宝石のひったくりの前科があった。3人はロサンゼルス郡高等裁判所に一括で起訴されたが、陪審員による審理は別々に行われた。
検察側は、3人がニョールを殺害したのは、ニョールが妻ミーホイの写真が入ったロケットペンダントを差し出すのを拒否したからだと主張した。弁護側は、これはクメール・ルージュの支持者による政治的な動機による殺人だと主張したが、それを裏付ける証拠は提示されなかった。2009年11月、カンボジアで裁判中の元クメール・ルージュ幹部カン・ケク・イウが「（ニョールは）ポル・ポトの命令で殺害された」と主張したが、アメリカの捜査当局はその信憑性を認めていない。
検察側の主張については、ニョールの元に2900ドルの現金が残されていたこと、犯人がニョールのポケットを探っていないことから、疑問視する声もある。また、検察側が主張したロケットは、ニョールは服の下に身に着けていたので、普通は外から見えなかった。2003年現在、そのロケットは見つかっていない。
1998年4月16日、ポル・ポトの死が確認されたのと同じ日に、ロサンゼルス郡高裁は3人に対して有罪判決を出した。タク・スン・タンには懲役56年、インドラ・リムには懲役26年、ジェイソン・チャンには仮釈放なしの終身刑が言い渡された。2004年、カリフォルニア州中部地区連邦地方裁判所は、検察側が虚偽の証拠を提示して陪審員の同情を誘ったとして、タク・スン・タンのヘイビアス・コーパス（人身保護令状）を認めた。しかし、2005年7月、第9巡回区控訴裁判所はこの決定を覆し、3人の有罪判決を支持した。
『キリング・フィールド』が公開された後、ニョールは『ニューヨーク・タイムズ』の記者に「これでもう私は死んでもいい。この映画は百年先まで残るだろう」と語っていた。この映画でニョールが役を演じたディス・プランはニョールの死を受けて、「彼と私は双子のようなものだった。彼と私は2人でメッセージを伝えていたが、今私は1人になってしまった」と述べた。

## 出演作

### 映画
| 公開年 | 邦題 原題                                        | 役名               | 備考 |
| ------ | ------------------------------------------------ | ------------------ | --- |
| 1984年 | キリング・フィールド The Killing Fields          | ディス・プラン     | - Dr. Haing S. Ngor（ハイン・S・ニョール博士）としてクレジット - アカデミー助演男優賞 - ゴールデングローブ賞 映画部門 助演男優賞 - 英国アカデミー賞 主演男優賞 - 英国アカデミー賞 新人賞 - ボストン映画批評家協会賞主演男優賞 |
| 1986年 | 八二三炮戰                                       |                    | |
| 1987年 | MIA/戦闘後行方不明 In Love and War               | Major Bui          | テレビ映画 |
| 1987年 | イースタン・コンドル Eastern Condors（東方禿鷹） | Yeung Lung         | |
| 1989年 | アイアン・トライアングル The Iron Triangle       | Colonel Tuong, NVA | |
| 1989年 | Vietnam War Story: The Last Days                 | Major Huyen        | (segment "The Last Outpost") |
| 1990年 | Vietnam, Texas                                   | Wong               | |
| 1990年 | Last Flight Out                                  | Pham Van Minh      | テレビ映画 |
| 1991年 | アンビション Ambition                            | Tatay              | |
| 1993年 | マイ・ライフ My Life                             | ホー               | |
| 1993年 | 天と地 Heaven & Earth                            | パパ               | |
| 1994年 | Fortunes of War                                  | Khoy Thuon         | |
| 1994年 | The Dragon Gate                                  | Sensei             | |
| 1996年 | Hit Me                                           | Billy Tungpet      | 死後の公開 |

### テレビドラマ
| 公開年 | 邦題 原題                                  | 役名             | 備考                                     |
| ------ | ------------------------------------------ | ---------------- | ---------------------------------------- |
| 1987年 | 特捜刑事マイアミ・バイス Miami Vice        | Nguyen Van Trahn | シーズン3 第15話「娼婦連続殺人事件の謎」 |
| 1989年 | ハイウェイ・トウ・ヘブン Highway to Heaven | Truong Vann Diep | Episode: "Choices"                       |